# Grande Enseada
Grande Enseada (em francês: Grand'Anse; em crioulo haitiano: Grandans) é um departamento do Haiti. Sua capital é a cidade de Jeremias. Possui 1 912 quilômetros quadrados e segundo censo de 2009, havia 425 878 habitantes.